# Gerald Patterson
Gerald Leighton Patterson (Preston, 17 dicembre 1895 – Melbourne, 13 giugno 1967) è stato un tennista australiano.
In carriera ha raggiunto per diciotto volte la finale di un torneo dello Slam tra le diverse specialità vincendone dieci.

## Carriera
Alto e dal fisico potente Patterson usava molto il serve & volley sfruttando il suo servizio molto potente che risultava difficile da rispondere per molti top-player.

Vince il suo primo titolo nel 1914 agli Australasian Championships nel doppio maschile insieme a Ashley Campbell, nello stesso torneo raggiunge la finale del singolare maschile ma viene sconfitto in quattro set da Arthur O'Hara Wood.

Nel 1919 vince due titoli dello Slam, il primo a Wimbledon è anche il suo primo titolo dello Slam in singolare dove sconfigge in finale il connazionale Norman Brookes per 6-3 7-5 6-2. Il secondo titolo arriva agli U.S. National Championships dove proprio assieme a Brookes vince il doppio maschile battendo in finale la coppia statunitense formata da Bill Tilden e Vincent Richards che avevano trionfato l'anno precedente.

Nel 1920 arriva l'unico titolo nel doppio misto, partecipa a Wimbledon in coppia con Suzanne Lenglen e vincono facilmente in due set contro Elizabeth Ryan e Randolph Lycett, nello stesso torneo arriva in finale nel singolare ma Bill Tilden lo sconfigge in quattro set.

Agli Australasian Championships 1922 arriva in finale sia in singolare che nel doppio maschile, nella prima finale viene sconfitto da James Anderson in un match lungo cinque set, nel doppio conquista il secondo titolo in Australia insieme a John Hawkes.

Arriva la seconda vittoria anche a Wimbledon dove sconfigge in finale Randolph Lycett in tre set. Sempre nel torneo inglese arriva in finale anche nel doppio maschile insieme a Pat O'Hara-Wood ma si arrendono al quinto set a James Anderson e Randolph Lycett.

Dal 1924 al 1927 arriva per quattro volte consecutive alla finale del doppio maschile degli Australasian Championships, le prime due finali le ha raggiunte insieme a Pat O'Hara Wood e le ultime due insieme a John Hawkes. Perde solo la prima contro James Anderson e Norman Brookes mentre vince le successive tutte in tre set.

Arriva proprio in Australia la sua terza ed ultima vittoria di un torneo dello Slam in singolare, nel 1927 sconfigge John Hawkes in cinque set molto combattuti con il quarto finito 18 a 16. L'anno dopo arriva l'ultima finale a Wimbledon, nel doppio maschile sempre insieme a Hawkers, ma vengono sconfitti in tre set (il primo finito 13-11) dalla coppia francese formata da Jacques Brugnon e Henri Cochet.

Nel 1932 prima del ritiro definitivo arriva un'ultima volta alla finale del doppio maschile negli Australian Championships, questa volta insieme a Harry Hopman ma vengono sconfitti in quattro set da Jack Crawford e Gar Moon.

Ha fatto parte del team Australiano il Coppa Davis nel 1922, 1924, 1925 e 1928.

Nel 1989 è stato introdotto nell'International Tennis Hall of Fame.

## Finali del Grande Slam

### Singolare

#### Vinte (3)
| Anno | Torneo                   | Avversario in finale | Risultato                 |
| 1919 | Wimbledon                | Norman Brookes       | 6-3, 7-5, 6-2             |
| 1922 | Wimbledon (2)            | Randolph Lycett      | 6-3, 6-4, 6-2             |
| 1927 | Australian Championships | John Hawkes          | 3-6, 6-4, 3-6, 18-16, 6-3 |

#### Finali perse (4)
| Anno | Torneo                   | Avversario in finale | Risultato               |
| 1914 | Australian Championships | Arthur O'Hara Wood   | 6-4, 6-3, 5-7, 6-1      |
| 1920 | Wimbledon                | Bill Tilden          | 2-6, 6-2, 6-3, 6-4      |
| 1922 | Australian Championships | James Anderson       | 6-0, 3-6, 3-6, 6-3, 6-2 |
| 1925 | Australian Championships | James Anderson       | 11-9, 2-6, 6-2, 6-3     |